# Castianeira swiftay
Castianeira swiftay — вид павуків родини Corinnidae. Описаний у 2023 році.

## Відкриття
У період із серпня по вересень 1983 року Джон і Френсіс Мерфі відвідали численні місця в Коста-Риці та Панамі, збираючи павуків, серед яких були численні кастианерини. Вид ідентифікував з цієї колекції та описав студент біологічних наук Броган Л. Петт з Університету Ексетера (Велика Британія) у грудні 2023 року.

## Назва
Вид названий на честь американської співачки й авторки пісень Тейлор Свіфт, чия музика «забезпечувала автора таксона енергією та мотивацією протягом багатьох ночей під мікроскопом».

## Поширення
Вид є ендеміком Коста-Рики.

## Опис
Мірмекоморфні (мурашкоподібні) павуки завдовжки 6—8 мм, переважно червонувато-коричневого кольору в обох статей. Карапакс і черевце темно-червоні, ділянка очей чорна з розкиданими сріблястими щетинками, чітка пляма білих щетинок розташована ззаду на черевці; грудка помаранчева.